# Astrid Connerth
Astrid Connerth-Wiesenmayer (n. 25 ianuarie 1929, Sibiu – d. 19 octombrie 1986, Weilburg) a fost o scriitoare și poetă de limba germană, originară din România.
După ce a luat bacalaureatul la Sibiu a continuat cu studii de germanistică la Cluj și București. În 1952 a luat examenul de stat pentru a putea profesa în învățământ. A predat în mai multe școli din Sibiu.
În 1957, în prezența tovarășului Wilhelm Müller, vice președintele Sfatului Popular Orășenesc Sibiu, cenaclul literar „Iosif Marlin” din localitate a ales un nou comitet: Astrid Connerth – secretar, Wolf Aichelburg, Richard Jakobi, Emil Bruckner, Miss Fent, Hermann Roth și Willi Schuster. S-a hotărât schimbarea titlului cenaclului din „Heinrich Heine” în „Josef Marlin” (poet progresist local, mort în timpul revoluției din 1849 sub zidurile din Budapesta).
Din 1958 Astrid Connerth-Wiesenmayer a fost conducătoarea cercului literar „Josef Marlin“ din Sibiu.
În acuzațiile aduse în "procesul scriitorilor germani", terminat în septembrie 1959 la Brașov (pe vrema aceea "Orașul Stalin"), securitatea a interpretat o întâlnire a mai multor scriitori de limbă germană, în casa poetei Astrid Connerth-Wiesenmayer, ca o "conjurație" împotriva statului.
A lucrat și doi ani ca redactor cultural la publicația de limba germană Hermannstädter Zeitung.
În anul 1970 a emigrat în Republica Federală Germania și s-a stabilit la Weilburg/Lahn, unde a trăit și muncit. Din 1 ianuarie 1971 a fost angajată ca profesoară la colegiul gimnaziului din Weilburg, unde a profesat până la pensionarea sa anticipată din 1982.
După pensionare a trăit ca scriitor liber profesionist.

## Scrieri
- Sommerräume (Gedichte), București, 1964, reeditată ca ediție adăugită la Weilburg, Diesterweg, 1983
- Heimat ist die Sprache, in der ich schreibe, in: FAZ, Dezember 1971
- Konfigurationen, Lahnstein 1979 (ISBN 3881380442)
- Tropfenbilder - Visuelle Lyrik, Calatra Press, Lahnstein, 1982 (ISBN 3881380663)
- Geschichten von der Louistante Ein siebenbürgisches Porträt , Bad Homburg, Bettendorf, 1985

## Editor
- Till Eulenspiegel (Deutsche Volksbücher 1), Editura Tineretului, 1958, 1969
- Josef Marlin, Ausgewählte Schriften. (Besorgt und eingeleitet von Astrid Connerth), Bukarest, 1958
- Flos und Blankflos (Deutsche Volksbücher 2), Editura Tineretului, 1970
- Lessings Werke, (2 vol.), 1971
- Weilburger Sagen, Weilburg, 1979.
- Weilburger Sagen und Geschichten (Nacherzählt und herausgegeben von Astrid Connerth-Wiesenmayer. Illustriert von Hilmar Weckert); Verlag Hermann Diesterweg Nachf.; Weilburg, 1984 [4]